# Xian de Jiahe
Le xian de Jiahe (嘉禾县 ; pinyin : Jiāhé Xiàn) est un district administratif de la province du Hunan en Chine. Il est placé sous la juridiction de la ville-préfecture de Chenzhou.

## Démographie
La population du district était de 334 257 habitants en 1999.